# Maksymy i rozważania moralne
Maksymy i rozważania moralne (fr. Réflexions ou sentences et maximes morales) – zbiór maksym François de La Rochefoucaulda wydany anonimowo w 1664 w Hadze. Za życia autora doczekało się pięciu wydań. Jest to zbiór kilkuset maksym, w których autor snuje rozważania na temat natury ludzkiej. Znaczną część utworu stanowią rozważania na temat filozofii miłości, np. dużą popularnością cieszy się maksyma nr 76:

Z prawdziwą miłością jest tak jak z pojawianiem się duchów; wszyscy o nich mówią, ale mało kto je widział.

Pierwszy przekład Maksym na język polski w tłumaczeniu Baltazara Rykaczewskiego został wydany w 1788 w Częstochowie pod tytułem Prawidła i uwagi moralne; przekład Leopolda Staffa pod tytułem Zdania i uwagi moralne został wydany w 1910 we Lwowie, zaś przekład Tadeusza Boya-Żeleńskiego zatytułowany Maksymy i rozważania moralne wydany został w 1925 w Krakowie i od tego czasu był wielokrotnie wznawiany.